# Asplenium tenerrimum
Asplenium tenerrimum är en svartbräkenväxtart som beskrevs av Georg Heinrich Mettenius och Oskar Kuhn. Asplenium tenerrimum ingår i släktet Asplenium och familjen Aspleniaceae. Inga underarter finns listade.